# ريتشارد وايكوف
يُعتبر ريتشارد ديميل ويكوف (1873-1934) شخصية مرموقة في عالم الاستثمار المالي الأمريكي. إلى جانب كونه مستثمراً بارعاً في سوق الأسهم، فقد أسس مجلة "وول ستريت" الشهيرة في عام 1907 وتولى رئاسة تحريرها لبعض الوقت. كما ساهم في إثراء المعرفة الاستثمارية من خلال توليه رئاسة تحرير مجلة "تقنية سوق الأسهم". وايكوف ترك إرثاً قيماً في مجال التحليل الفني وفهم سلوك السوق، مما يجعله شخصية مؤثرة في تاريخ الاستثمار المالي.

## البحث والتعليم
وظّف وايكوف أساليبه في التحليل الفني للأسواق المالية (دراسة الرسوم البيانية التي توضح تحركات أسعار الأسهم وغيرها من البيانات). وقد كللت جهوده بالنجاح، حيث تمكن من تحقيق ثروة كبيرة أهلته لامتلاك مساحة شاسعة تبلغ تسعة أفدنة ونصف، بالإضافة إلى قصر فخم مجاور لعقار ألفريد سلون، رئيس شركة جنرال موتورز، في منطقة غريت نيك بنيويورك.
ومع تنامي ثروته، تنامى لديه أيضاً حس المسؤولية الاجتماعية تجاه تجربة الجمهور في وول ستريت. فكرس جهوده وشغفه للتعليم والتثقيف، ونشر مقالات توعوية مثل "محلات الدلاء وكيفية تجنبها"، والتي نشرتها صحيفة "ذا ساترداي إيفنينج بوست" في نيويورك بدءًا من عام 1922.
واستمر وايكوف في مسيرته كتاجر ومعلم في أسواق الأسهم والسلع والسندات طوال أوائل القرن العشرين، كان لديه اهتمام خاص بتحديد الاتجاهات الكامنة أو المنطق وراء حركة السوق. ومن خلال الحوارات والمقابلات والدراسات المتعمقة لتجارب المتداولين الناجحين في عصره، قام ويكوف بتطوير وتوثيق المنهجية التي اعتمدها في التداول والتعليم. وقد تعاون ويكوف مع العديد من المستثمرين الأمريكيين البارزين في ذلك الوقت، مثل جيسي ليفرمور وإي. إتش. هارّيمان وجيمس ر. كين وأوتو كان وجيه. بي. مورغان وغيرهم، ودرس أساليبهم بعمق.
أبرزت أبحاث وايكوف العديد من الخصائص المشتركة بين الأسهم الأكثر ربحية وكبار المتداولين في السوق في ذلك العصر. كان يعتقد أنه قد نجح في تحليل وتحديد النقاط التي تكون فيها المخاطرة والمكافأة في وضعها الأمثل للتداول. وأكد على أهمية وضع أوامر إيقاف الخسارة بشكل دائم، وأهمية إدارة مخاطر أي صفقة بعناية. علاوة على ذلك، طور ويكوف تقنيات كان يعتقد أنها توفر مزايا عندما تكون الأسواق في حالة صعود أو هبوط. قد توفر منهجية ويكوف بعض الرؤى حول كيفية وسبب قيام المؤسسات الاستثمارية بشراء وبيع الأوراق المالية، مع تطوير وتوسيع نطاق استراتيجياتهم في السوق باستخدام مفاهيم مثل "المشغل المركب".
قدم وايكوف تحليلاً مفصلاً لـ "نطاق التداول"، وهو نطاق سعري مثالي مقترح لشراء أو بيع سهم. إحدى الأدوات التي يقدمها وايكوف هي مفهوم "المشغل المركب". ببساطة، شعر وايكوف أنه ينبغي على المحلل الخبير في السوق أن ينظر إلى الاتجاهات الكبرى في السوق على أنها تعبير عن عقل واحد. وكان يرى أن البقاء في انسجام مع هذا اللاعب القوي يمثل ميزة نفسية وتكتيكية مهمة. اعتقد وايكوف أن المستثمرين سيكونون أكثر استعداداً لتنمية محافظهم وصافي ثرواتهم من خلال اتباع خطواته.

## مؤلفاته
ألف ريتشارد ويكوف العديد من الكتب. بعض مؤلفاته تشمل:
- دراسات في قراءة الشريط (Studies in Tape Reading)
- كيف أتداول وأستثمر في الأسهم والسندات (How I Trade and Invest in Stocks and Bonds)
- تقنية سوق الأسهم (Stock Market Technique)
- أسرار التداول اليومي في الأسهم (My Secrets of Day Trading in Stocks)
- أساليب جيسي ليفرمور في تداول الأسهم (Jesse Livermore's Methods of Trading in Stocks)

## الحياة الشخصية
تزوج ويكوف ثلاث مرات: الأولى في عام 1892 من إلسي سويدام؛ والثانية من سيسيليا جي. شير، والثالثة من ألما فايس. وفي عام 1928، اتهم ويكوف زوجته الثانية، التي أطلقت عليها وسائل الإعلام لقب "المغنية الأولى في وول ستريت"، بأنها انتزعت منه السيطرة على مجلة وول ستريت عن طريق "الإغراء". انتهى الانفصال باتفاق حصل بموجبه على نصف مليون دولار من سندات الشركة المالكة للمجلة. ويعد ويكوف قريبًا مبكرًا للمعلمة الشهيرة في فيلادلفيا، مادلين ويكوف.

## الوفاة
وفقًا لصحيفة بروكلين ديلي إيجل (الصادرة يوم الاثنين 12 مارس 1934) ، توفي ويكوف في 7 مارس 1934 في سكرامنتو ، كاليفورنيا. نُقلت جثته إلى كنيسة جنازة في بروكلين ، نيويورك.

## روابط خارجية
الموقع الرسمي